# 포르루아얄 데샹

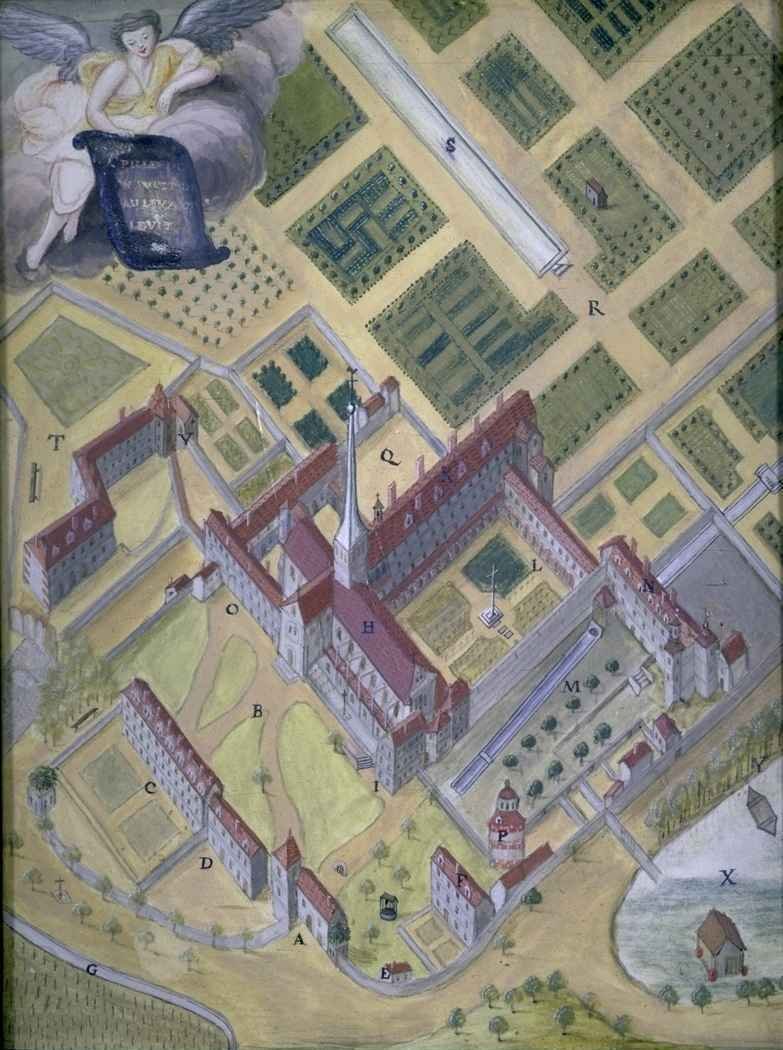
Plan of Port-Royal-des-Champs, engraving by Louise-Magdeleine Horthemels, c. 1710

포르루아얄 데샹(프랑스어: Port-Royal des Champs)은 프랑스 파리의 남서쪽 슈브르즈 골짜기에 한때 존재했던 시토 수도회의 여자 수도원이다.

## 같이 보기
- 앙투안 아르노
- 일반이성문법